# Umred
Umred là một thành phố và là nơi đặt hội đồng đô thị (municipal council) của quận Nagpur thuộc bang Maharashtra, Ấn Độ.

## Địa lý
Umred có vị trí 20°51′B 79°20′Đ / 20,85°B 79,33°Đ Nó có độ cao trung bình là 280 mét (918 feet).

## Nhân khẩu
Theo điều tra dân số năm 2001 của Ấn Độ, Umred có dân số 49.573 người. Phái nam chiếm 51% tổng số dân và phái nữ chiếm 49%. Umred có tỷ lệ 75% biết đọc biết viết, cao hơn tỷ lệ trung bình toàn quốc là 59,5%: tỷ lệ cho phái nam là 81%, và tỷ lệ cho phái nữ là 68%. Tại Umred, 12% dân số nhỏ hơn 6 tuổi.